# Labidoplax media
Labidoplax media är en sjögurkeart som först beskrevs av Ostergren 1905.  Labidoplax media ingår i släktet Labidoplax och familjen masksjögurkor. Arten har ej påträffats i Sverige. Inga underarter finns listade i Catalogue of Life.